# Aziatische kuifarend
De Aziatische kuifarend (Nisaetus nipalensis; synoniem: Spizaetus nipalensis) is een roofvogel uit de familie van de Accipitridae (Havikachtigen).

## Kenmerken
Deze grote roofvogel heeft een donkerbruine bovenzijde, een lichtbruine onderzijde, een sterk gestreepte onderzijde en een kleine donkere kuif. De lichaamslengte bedraagt 69 tot 84 cm.

## Verspreiding en leefgebied
Deze soort komt voor van de Himalaya tot Taiwan en Japan en telt twee ondersoorten:
- N. n. nipalensis: van de Himalaya oostelijk tot China en zuidelijk tot Maleisië.
- N. n. orientalis: Japan.

## Status
De grootte van de populatie is in 2001 geschat op 1000-10.000 vogels en dit aantal neemt af. Op de Rode lijst van de IUCN heeft deze soort de status gevoelig.